# Kitörés (album)
A Kitörés album az Ossian zenekar 1992-ben megjelent ötödik nagylemeze. A kőkemény negyedik albumhoz képest sokkal több dallamos téma és vokálokban gazdag dalok hallhatóak az albumon. A lemez húzódala a Szenvedély című power ballada volt, mely a mai napig a csapat egyik legnagyobb slágere és állandó koncertfavorit.

## Dalok
1. Legyen miénk az Élet – 4:18
2. Ok Nélkül Lázadó – 4:02
3. Bűnösök és szentek – 3:33
4. Pokoli hajsza, 2020 – 4:59
5. Téged vár – 3:25
6. Úton (instrumentális) – 3:10
7. Kitörés – 3:18
8. Érezd jól magad – 3:46
9. Nézz rám – 3:58
10. Szenvedély – 4:13
11. Ennyi volt – 3:53

## Zenekar
- Paksi Endre – ének
- Maróthy Zoltán – gitár, ének
- Vörös Gábor – basszusgitár
- Tobola Csaba – dobok, vokál

## Listás helyezések
| Év   | Lista         | Helyezés |
| ---- | ------------- | -------- |
| 1992 | Mahasz Top 40 | 8        |